# Музей на картофите
Музеят на картофите е природонаучен музей, намиращ се на 2-ия етаж в Червенаковата къща в град Клисура.
Инициатори на създаването на музея са софийският адвокат, писател и краевед Иван Шабанов от Копривщица и историкът Христо Енчев, директор на Историческия музей в града по онова време. Шабанов лансира идеята си за създаването на този музей в Копривщица. Възнамерява да осъществи идеята си със свои собствени средства, като се нуждае единствено от подходящо помещение, където да подреди експозицията. Не намерил подкрепа сред общинските служители в Копривщица и донякъде разочарован от реакцията им, той се обръща със същото предложение към обществеността в съседния град Клисура. Неговият музей е създаден в Клисура, а сред мероприятията, организирани от него, е първият Празник на картофите през 1986 г.
Разположен е първоначално в сградата на Читалището паметник-музей на града. После е преместен в Червенаковата къща – първата възстановена къща след опожаряването на града, в която са посрещнати руските освободители. На първия етаж има автентичен дюкян от началото на ХХ век. А на 2-ия етаж днес се разполага Музеят на картофите.
Първа проява, организирана от Музея на картофите, съвместно с Историческия музей и община Карлово, е Празникът на картофите в града. По време на тържествата, посветени на имащата особена почит земеделска култура, в града се провежда изложба от картофи с особено големи размери, както и малки. Гостите на празника са посрещани с варен картоф и балканска чубрица от момичета, облечени в народни носии от местната фолклорна група, с песни от извора, а военен духов оркестър и мажоретен състав откриват празника.